# Маукское сельское поселение
Маукское се́льское поселе́ние — муниципальное образование в Каслинском районе Челябинской области Российской Федерации. В рамках административно-территориального устройства муниципальное образование  соответствует административно-территориальной единице Маукский сельсовет.
Административный центр — посёлок железнодорожной станции Маук.

## История
Статус и границы сельского поселения установлены Законом Челябинской области от 16 ноября 2004 года № 312-ЗО «О статусе и границах Каслинского муниципального района, городских и сельских поселений в его составе».

## Население
| 2002 | 2010 | 2011 | 2012 | 2013 | 2014 | 2015 |
| ---- | ---- | ---- | ---- | ---- | ---- | ---- |
| 823  | ↘713 | ↘711 | ↗731 | ↗754 | ↘744 | ↗746 |
| 2016 | 2017 | 2018 | 2019 | 2020 | 2021 |      |
| ↘734 | ↘713 | ↘690 | ↘683 | ↘681 | ↘542 |      |

## Состав сельского поселения
| № | Населённый пункт | Тип населённого пункта                                  | Население |
| - | ---------------- | ------------------------------------------------------- | --------- |
| 1 | Маук             | посёлок железнодорожной станции, административный центр | ↘542      |